# Венсан, Элен
Эле́н Венса́н (фр. Hélène Vincent), настоящее имя — Жослин Элен Нен (фр. Jocelyne Hélène Nain); 9 сентября 1943, Париж, Франция) — французская актриса театра, кино и телевидения, театральный режиссёр. Лауреат французской национальной кинопремии «Сезар» 1989 года в категории за лучшую женскую роль второго плана .

## Биография
Элен Венсан родилась 9 сентября 1943 года в Париже. Её настоящее имя — Жослин Элен, фамилию Венсан взяла после брака с французским актёром и режиссёром Жаном-Пьером Венсаном. После обучения актёрскому мастерству на курсе Раймонда Жирара большую часть жизни Элен посвятила театральной сцене: играла в постановках по произведениям Г. Ибсена, У. Шекспира, А. Стриндберга, работала с такими театральными режиссёрами, как Патрис Шеро, Бернард Собель и своим мужем Жаном-Пьером Венсаном.
Элен Венсан дебютировала в кино в конце 1960-х годах ролью в драме режиссёра Рене Аллио «Пьер и Поль» (1969), где предстала в образе Мишель. А через три года она, продолжая сотрудничать с Аллио, появилась в его следующем фильме — исторической драме «Французские кальвинисты». В этот же период актриса играла вместе с Пьером Ришаром и Филиппом Нуаре в комедии «Облако в зубах», военной драме «Пусть начнётся праздник», с Мишелем Пикколи в драме Этьена Перье «Неизбежная жертва», а также сериалах «Господа присяжные заседатели», «Женщины у моря» и «Ночные врачи».
Настоящим творческим прорывом в кинокарьере Элен Венсан стала роль Мадам Мариэль Ле Кенуа в комедии режиссёра Этьена Шатилье «Жизнь — это долгая спокойная река», вышедшей на экраны в начале 1988 года. Фильм имел огромный успех и был номинирован на кинопремию «Сезар» в 7-ми категориях. Элен Венсан получила награду за лучшую роль второго плана. Также она была номинирована в этой категории в 1991 году за роль в драме Андре Тешине «Я не целуюсь», и в категории за лучшую женскую роль в 2012 году за главную роль в фильме Стефана Бризе «Несколько часов весны».
За свою творческую карьеру Элен Венсан сыграла роли в более чем 70-ти кино-, телефильмах и сериалах. Среди её работ в кино роли в фильме Кшиштофа Кесьлёвского «Три цвета: Синий» (1993), драме «Моя жизнь в розовом цвете» (1997) Алена Берлинера, комедии Альбера Дюпонтеля «Взаперти», комедии «Трезор» режиссёров Клода Берри и Франсуа Дюпейрона и др.
В 2010-х годах Элен Венсан появилась в комедии Сильвена Шоме «Мой Аттила Марсель» (2013), фильмах Оливье Накаша и Эрика Толедано «Самба» (2014) и «Праздничный переполох» (2017), и в «Афере доктора Нока» (2017) Лоррейн Леви.

## Личная жизнь
Сын Элен Венсан, Томас Венсан, известный французский режиссёр, сценарист и актёр.

## Фильмография
| Год       |     | Русское название                                     | Оригинальное название                                              | Роль                      |
| --------- | --- | ---------------------------------------------------- | ------------------------------------------------------------------ | ------------------------- |
| 1969      | ф   | Пьер и Поль                                          | Pierre et Paul                                                     | Мишель                    |
| 1972      | ф   | Французские кальвинисты                              | Les camisards                                                      | Катрин де Вергнас         |
| 1974      | ф   | Облако в зубах                                       | Un nuage entre les dents                                           | мать семейства            |
| 1974—1986 | с   | Господа присяжные заседатели                         | Messieurs les jurés                                                | Мишлин Саура              |
| 1975      | ф   | Пусть начнётся праздник                              | Que la fête commence...                                            | мадам де Сен-Симон        |
| 1977      | ф   | Неизбежная жертва                                    | La Part du feu                                                     | вдова                     |
| 1978—1986 | с   | Ночные врачи                                         | Médecins de nuit                                                   |                           |
| 1979      | ф   | -                                                    | West Indies                                                        | социальный работник       |
| 1979      | с   | Женщины у моря                                       | Les dames de la côte                                               | Люси                      |
| 1979      | ф   | Школа окончена                                       | L'école est finie                                                  | мадам Виллебуа            |
| 1980      | ф   | Коктейль Молотова                                    | Cocktail Molotov                                                   | жена дипломата            |
| 1980      | тф  | Мария                                                | Marie                                                              | Агата, консьержка         |
| 1980      | тф  | Облава                                               | La traque                                                          | жена Шена                 |
| 1982      | тф  | -                                                    | Edward II                                                          | королева Изабелла         |
| 1982      | тф  | -                                                    | Emmenez-moi au théâtre: Le fleuve étincellant                      | леди Сибил Хестон         |
| 1983      | тф  | -                                                    | Vichy dancing                                                      |                           |
| 1985      | тф  | -                                                    | Le deuxième couteau                                                | Арлетт Оливье             |
| 1988      | ф   | Жизнь — это долгая спокойная река                    | La vie est un long fleuve tranquille                               | мадам Мариэль Ле Кенуа    |
| 1988      | с   | Холодный пот                                         | Sueurs froides                                                     | жена Жака                 |
| 1989      | ф   | Мужья, жёны, любовники                               | Les maris, les femmes, les amants                                  | Одетта                    |
| 1990      | ф   | -                                                    | Dédé                                                               | Ивонн, мать               |
| 1990      | с   | S.O.S. отсутствует                                   | S.O.S. disparus                                                    |                           |
| 1990      | тф  | Завтрак в Сусцейраке                                 | Le déjeuner de Sousceyrac                                          | Эрнестина                 |
| 1991      | ф   | Я не целуюсь                                         | J'embrasse pas                                                     | Эвелин                    |
| 1992      | тф  | Джо и Милу                                           | Jo et Milou                                                        | Сара                      |
| 1992      | ф   | Парад идиотов                                        | Le bal des casse-pieds                                             | Мари Поль                 |
| 1993      | ф   | Безумный день у матушки                              | Une journée chez ma mère                                           | Беатрис, мать Шарлотты    |
| 1993      | ф   | Инстинкт ангела                                      | L'instinct de l'ange                                               | мать Анри                 |
| 1993      | ф   | Три цвета: Синий                                     | Trois couleurs: Bleu                                               | журналистка               |
| 1994      | ф   | -                                                    | Des feux mal éteints                                               | Жанна                     |
| 1994      | тф  | Симон Таннер                                         | Simon Tanner                                                       | мадам                     |
| 1995      | с   | Река надежды                                         | La rivière Espérance                                               | Аньес Ломбар              |
| 1995      | ф   | Том совсем одинок                                    | Tom est tout seul                                                  | мать Тома                 |
| 1996      | ф   | Берни                                                | Bernie                                                             | мадам Клермон, мать Берни |
| 1996      | ф   | Последнее пение                                      | Le dernier chant                                                   | Луиза Фаварт              |
| 1996      | ф   | Удачный удар                                         | Lucky Punch                                                        | Жозефина                  |
| 1997      | с   | Жозефина: Ангел-хранитель                            | Joséphine, ange gardien                                            | Женевьева Бомон           |
| 1997      | тф  | -                                                    | Les filles du maître de chai                                       | Люси                      |
| 1997      | ф   | Моя жизнь в розовом цвете                            | Ma vie en rose                                                     | Элизабет                  |
| 1998      | с   | Граф Монте-Кристо                                    | Le comte de Monte Cristo                                           | Элоиза де Вильфор         |
| 1998      | кор | День матери                                          | La fête des mères                                                  |                           |
| 1999      | ф   | -                                                    | Prison à domicile                                                  | Норма Клар                |
| 2000      | ф   | -                                                    | Antilles sur Seine                                                 | Элизабет Совер            |
| 2000      | ф   | Чем занимались женщины, когда мужчина ходил по Луне? | Que faisaient les femmes pendant que l'homme marchait sur la lune? | Эстер Кесслер             |
| 2001—-    | с   | L'emmerdeuse                                         | Мадо Лафарж                                                        |                           |
| 2001      | тф  | -                                                    | La beauté sur la terre                                             | Мартина                   |
| 2001      | ф   | -                                                    | Le soleil au-dessus des nuages                                     | Виржиния                  |
| 2002      | тф  | Дом во время бури                                    | Une maison dans la tempête                                         | Веро                      |
| 2003      | тф  | -                                                    | L'emmerdeuse: Les caprices de l'amour                              | Мадо Лафарж               |
| 2003      | с   | Детский центр                                        | La maison des enfants                                              | Соланж Монье              |
| 2005      | с   | Секс в большом Париже                                | Clara Sheller                                                      | мать JP                   |
| 2005      | ф   | Маршруты                                             | Itinéraires                                                        | Дениз Шартье              |
| 2005      | с   | Проклятые короли                                     | Les rois maudits                                                   | дама Элиабель де Крессе   |
| 2005      | ф   | Сен-Жак... мечеть                                    | Saint-Jacques... La Mecque                                         | сестра                    |
| 2006      | ф   | Взаперти                                             | Enfermés dehors                                                    | мадам Дюваль              |
| 2006      | ф   | Упрямцы                                              | Les irréductibles                                                  | Джейн                     |
| 2007      | с   | Что такое хорошо, что такое плохо                    | Fais pas ci, fais pas ça                                           | Хорошая мама              |
| 2008      | ф   | -                                                    | De nouvelles vies                                                  | Франсуаза                 |
| 2009      | с   | Загадочные убийства Агаты Кристи                     | Les petits meurtres d'Agatha Christie                              | Кристин                   |
| 2009      | с   | Спецрасследование                                    | Enquêtes réservées                                                 | Мадлен Дебост             |
| 2009      | тф  | Любовь до смерти                                     | Mourir d'aimer                                                     | директор лицея            |
| 2009      | ф   | Трезор                                               | Trésor                                                             | Надин                     |
| 2010—2011 | с   | -                                                    | La loi selon Bartoli                                               | Эвелин Ламбер             |
| 2010      | тф  | 35 кило надежды                                      | 35 kilos d'espoir                                                  | Шарлотта                  |
| 2010      | ф   | Ручейки                                              | Les petits ruisseaux                                               | Лиз                       |
| 2011      | тф  | Резиденция                                           | La résidence                                                       | Одетт Ноде                |
| 2012      | ф   | Несколько часов весны                                | Quelques heures de printemps                                       | Иветт Эврар               |
| 2013      | ф   | Мой Аттила Марсель                                   | Attila Marcel                                                      | тётя Анна                 |
| 2014      | кор | 15 франков, цветы и трусики                          | 15 francs, des fleurs et une culotte                               | жена Анатоля              |
| 2014      | тф  | -                                                    | La trouvaille de Juliette                                          | La Taupe                  |
| 2014      | ф   | Первое лето                                          | Le premier été                                                     | Мадлен                    |
| 2014      | ф   | Самба                                                | Samba                                                              | Марсель                   |
| 2015      | тф  | -                                                    | Capitaine Marleau: Philippe Muir                                   | Бланш Мир                 |
| 2015      | ф   | Удачи, Сэм!                                          | Good Luck Algeria                                                  | Франсуаза                 |
| 2015      | ф   | Объявление                                           | L'annonce                                                          | Жаклин                    |
| 2015      | ф   | В поисках Ромера                                     | Looking for Rohmer                                                 |                           |
| 2015      | ф   | Запах мандарина                                      | L'odeur de la mandarine                                            | Эмили                     |
| 2016      | ф   | Маленький жилец                                      | Арендатор                                                          |                           |
| 2017      | ф   | Мари-Франсин                                         | Marie-Francine                                                     | Анник Леге                |
| 2017      | ф   | Праздничный переполох                                | Le sens de la fête                                                 | мать Пьера                |
| 2017      | ф   | Афера доктора Нока                                   | Knock                                                              | вдова Пон                 |
| 2017      | ф   | -                                                    | Garde alternée                                                     |                           |
| 2017      | ф   | -                                                    | Du soleil dans mes yeux                                            | Николь                    |
| 2018      | ф   | По воле божьей                                       | Grâce à Dieu                                                       | Одиль Дебор               |
| 2019      | ф   | Особенные                                            | Hors normes                                                        | Элен                      |
| 2024      | ф   | Что случилось осенью                                 | Quand vient l'automne                                              | Мишель                    |

## Признание
| Награды и номинации Элен Венсан | Награды и номинации Элен Венсан | Награды и номинации Элен Венсан   | Награды и номинации Элен Венсан |
| Год                             | Категория                       | Фильм                             | Результат                       |
| ------------------------------- | ------------------------------- | --------------------------------- | ------------------------------- |
| Премия «Сезар»                  |                                 |                                   |                                 |
| 1989                            | Лучшая актриса второго плана    | Жизнь — это долгая спокойная река | Награда                         |
| 1992                            | Лучшая актриса второго плана    | Я не целуюсь                      | Номинация                       |
| 2013                            | Лучшая актриса                  | Несколько часов весны             | Номинация                       |